# Национален паметник (Индонезия)
Националният паметник (на индонезийски: Monumen Nasional, Monas) е паметник в Джакарта с височина 132 m. Разположен е на площад „Мердека“. Той символизира независимостта на Индонезия. Строежът му започва през 1961 г. по заповед на президента Сукарно и през 1975 г. паметникът е отворен за посетители. На върха му е изваян пламък, покрит със златно фолио.

## Галерия
- Музеят на националната история под паметника
- Една от статуите около паметника
- Гербът на Индонезия в Залата на независимостта
- Оригиналният текст на декларацията за независимост на Индонезия
- Златна карта на Индонезийския архипелаг